# Kirjat Mal’achi
Kirjat Malʾachi (hebräisch קִרְיַת מַלְאָכִי Qirjat Malʾachī, deutsch ‚Stadt Maleachis‘ [des Propheten]) ist eine Stadt in Israel, knapp 40 Kilometer südlich von Tel Aviv im Hügelland der Schefela.

## Geschichte
Seit 1951 bestand Kirjat Malʾachi als eine Maʿabbarah / מַעְבָּרָה (Übergangslager) für Neueinwanderer, die im Zuge der Vertreibung der Juden aus arabischen Ländern mittellos ins Land gekommen waren. Kirjat Malʾachi wurde Anfang der 1950er Jahre dann als Entwicklungsstadt gegründet.
Im Jahr 1969 wurde Mosche Katzav Bürgermeister und war mit 24 Jahren der damals jüngste Bürgermeister in Israel.
Bis zum 31. Dezember 2005 hatte Kirjat Malʾachi eine Einwohnerzahl von 19.400 erreicht, diese Zahl stieg 2018 auf 23.124.
Am 15. November 2012 kamen während der palästinensischen Operation Steine aus gebranntem Ton (arabisch حجارة سجيل, DMG ḥiǧārat siǧīl) durch eine aus dem Gazastreifen abgeschossene Rakete drei Menschen ums Leben.

## Städtepartnerschaften
| China Volksrepublik | Golmud (Volksrepublik China), seit 25. Juni 1997 |
| Rumänien            | Piatra Neamț (Region Moldau, Rumänien)           |